# Thirty Two Short Films About Glenn Gould
Thirty Two Short Films About Glenn Gould és una pel·lícula biogràfica d'antologia canadenca de 1993 sobre el pianista Glenn Gould, interpretada per Colm Feore. Va ser dirigit per François Girard, amb un guió de Girard i Don McKellar.
La pel·lícula es presenta com una sèrie de 31 curtmetratges més que com una sola narrativa. Els segments inclouen documentals, que consisteixen en entrevistes amb persones que van conèixer l'autèntic Gould i recreacions d'episodis de la vida de Gould. "Gould Meets McLaren" utilitza esferes animades de la filmografia de Norman McLaren. La pel·lícula va rebre crítiques positives i va guanyar quatre 14ns Premis Genie, inclòs el Canadian Screen Award a la millor pel·lícula.

## Argument
Amb els records que giren al voltant de la casa de camp de la família a prop del llac Simcoe, Glenn Gould recorda com en la seva infància, ostensiblement, havia pres la decisió de convertir-se en pianista de concert als cinc anys. De fet, creu que la seva mare ja havia escollit aquesta carrera per ell. Recorda haver pogut llegir música abans que pogués llegir llibres, i va aprendre la música de Johann Sebastian Bach de la seva mare. Gould més tard s'imagina entrevista-se, en què s'enfronta sobre per què va decidir deixar de fer concerts als 32 anys, preferint comunicar-se amb el seu públic a través dels mitjans. Gould es recorda a si mateix que el músic és ineludiblement un autòcrata, per benigne que sigui.
En l'elaboració de documentals de ràdio, Gould treballa en una peça anomenada The Idea of North, que aborda els efectes que el medi ambient té en la solitud i l'aïllament de la gent del Nord del Canadà. En una entrevista als mitjans, Gould revela que The Idea of North és un dels cinc dels seus documentals sobre l'aïllament, i que té la intenció de fer una comèdia a continuació perquè està cansat de l'expressió seriosa. Els entrevistadors també l'empenyen a explicar com podria assolir el seu nivell de perfecció musical sense interès per ser massa tècnic en la seva interpretació del piano. Li pregunten per què insisteix a ser entrevistat només per telèfon. Altres es pregunten si la suposada obsessió de Gould per la tecnologia és només una cortina de fum per mantenir la distància amb la gent real.
A mesura que els mercats cauen en picat, Gould rep la paraula del guardaespatlles del visitant Sheik Yamani per invertir en una empresa obscura anomenada Sotex Resources, que es beneficiarà d'un contracte d'exploració. Gould es converteix en l'únic client que obté beneficis arran de la crisi financera. Tanmateix, Margaret Pacsu, una amiga, s'adona que el bany de Gould està ple de diverses píndoles, com ara Valium, Trifluoperazina i Librax. Gould es riu de la idea que està prenent totes les píndoles simultàniament, i Pacsu no nota cap efecte en la seva personalitat. A mesura que s'acosta el seu aniversari, Gould es preocupa que ningú assistirà al seu funeral, tot i ser conscient de les fortes vendes de discos a Europa central i Japó. Gould mor als 50 anys d'un ictus. La seva cosina, Jessie Greig, diu que Gould es va equivocar i que el seu funeral va comptar amb molta assistència. Havia observat que Voyager I i Voyager II, sondes espacials llançades per a un possible contacte amb la intel·ligència extraterrestre, contenen la música de Bach interpretada per Gould.

### Segments
1. Aria
2. Lake Simcoe
3. Forty-Five Seconds and a Chair
4. Bruno Monsaingeon: músic i col·laborador
5. Gould Meets Gould: text de Glenn Gould
6. Hamburg
7. Variation in C minor
8. Practice
9. The L.A. Concert
10. CD318
11. Yehudi Menuhin: violinista
12. Passion According to Gould
13. Opus 1: a composition by Glenn Gould
14. Crossed Paths
15. Truck Stop
16. The Idea of North: un documenta de ràdio de Glenn Gould
17. Solitude
18. Questions with No Answers
19. A Letter
20. Gould Meets McLaren: animació de Norman McLaren
21. The Tip
22. Personal Ad
23. Pills
24. Margaret Pacsu: amiga
25. Diary of One Day
26. Motel Wawa
27. Forty-Nine
28. Jessie Greig: cosí
29. Leaving
30. Voyager
31. Aria
32. Credits

## Production

### Development
Rhombus Media es va establir el 1979 amb l'objectiu de fer una pel·lícula sobre el pianista Glenn Gould, que encara era viu en aquell moment. El productor Niv Fichman va explicar: "Va ser el nostre millor heroi. Així que vam pensar que hauríem de fer uns quants curtmetratges abans d'acostar-nos a Gould per fer-ne un sobre ell". Després de la mort de Gould el 1982, el director François Girard menciona la idea de fer un biopic del pianista el 1990, revivint els plans de Fichman.
Desitjant tenir un guionista anglocanadenc, Fichman i Girard van proposar la idea a Don McKellar, que tenia una educació musical. McKellar inicialment es va oposar a la idea d'adaptar la vida de Gould a una pel·lícula, anomenant-la "una vida poc dramàtica". Tanmateix, el concepte de 32 "curtmetratges" de Girard el va intrigar. McKellar va afirmar que va escriure els aspectes humorístics del guió, mentre que Girard va ser el responsable de les curiositats. Girard va optar per modelar el guió després de les Variacions Goldberg de Bach, que Gould havia interpretat.
Girard va trobar un repte escriure, dient: "Com que Gould era un personatge tan complex, el problema més gran era trobar una manera de mirar el seu treball i tractar les seves visions. La pel·lícula està construïda amb fragments, cadascun intentant capturar un aspecte de la seva obra. No hi ha manera de posar Gould en una caixa. La pel·lícula dona a l'espectador 32 impressions d'ell. No volia reduir-lo a una dimensió."
El fet que el concepte permetés 32 segments va portar a la combinació d'escenes documentals, de ficció i "abstractes", amb Girard dient "em vaig permetre jugar el joc al seu límits". El pressupost era d'1,8 milions de dòlars.
L'actor Colm Feore va veure el vídeo disponible i va escoltar enregistraments sonors de Gould per tal de desenvolupar la seva actuació. També va llegir 6.000 cartes de Gould.

### Rodatge

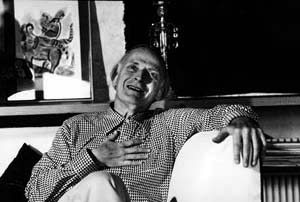
El violinista Yehudi Menuhin va ser entrevistat per a la pel·lícula.

Girard va fer les primeres fotos a Hamburg l'agost de 1992, mentre que el piano de cua Steinway genuí de Gould es va traslladar a una església de Toronto per la fotografia principal. La majoria de rodatges van tenir lloc a Toronto i Montreal. Feore i els cineastes també van rodar escenes al Lake Saint Pierre el desembre de 1992, per a les escenes ambientades al nord del Canadà.
L'animació del segment "Gould Meets McLaren" està retallada de la pel·lícula de Norman McLaren Spheres, publicada el 1969. es trobava entre els entrevistats per a la pel·lícula.

### Música
La banda sonora consta gairebé íntegrament d'enregistraments per a piano de Gould. Inclou peces famoses relacionades amb ell, com ara Bach: The Goldberg Variations, i el Well-Tempered Clavier. També inclou el preludi de Tristan und Isolde de Richard Wagner al segment "Lake Simcoe".
Sony Classical va llançar un àlbum de banda sonora en CD el 1994. Això formava part d'una estratègia per obtenir drets de vídeo per a determinades pel·lícules, amb el temps de llançament del CD per coincidir amb l’estrena cinematogràfica als EUA a l'abril.

## Llançament
Thirty Two Short Films About Glenn Gould va debutar al 50a Mostra Internacional de Cinema de Venècia el setembre de 1993, on va rebre crítiques positives. També es va presentar al Festival Internacional de Cinema de Toronto el setembre de 1993. El 1994, va ser una de les 26 pel·lícules de exhibides al Festival Internacional de Cinema de Miami.
Rhombus Media i Max Films van ser els distribuïdors canadencs, i després del festival de Toronto, van fer plans per a un llançament inicial a Montreal i Toronto. Als EUA va ser distribuït per The Samuel Goldwyn Company, i es va estrenar a Nova York el 14 d'abril de 1994.
El Canadian Film Institute va restaurar la pel·lícula, i en cooperació amb TIFF, es va reproduir a Biblioteca i Arxius de Canadà el gener de 2009. El 2012 es va estrenar en DVD de la regió 1.

## Recepció

### Recepció crítica
Roger Ebert va atorgar a la pel·lícula quatre estrelles, elogiant-la per haver-se desvinculat del format biopic habitual i desafiant els espectadors a imaginar-se com a Gould. Janet Maslin de The New York Times ho va valorar com a intel·ligent i molt interessant. El crític de The Washington Post Desson Howe va descriure els segments com a emocionants i reveladors. A Variety, Leonard Klady la va citar com una pel·lícula rara per aconseguir una imatge tant d'un artista com de l'obra de l'artista. Per Newsweek, David Ansen la va anomenar una "pel·lícula elegant i divertida". El crític de The New Republic Stanley Kauffmann va dir que oferia "mirades burletes però satisfactòries, vívides, divertides, irritables, apassionades, eremítiques, humanes".
El 2012, Richard Brody de The New Yorker' va escriure que la pel·lícula utilitza mètodes úniques per trobar la brillantor de Gould. A la seva 2015 Movie Guide, Leonard Maltin li va donar dues estrelles i mitja, criticant-la com a "massa fragmentada". La pel·lícula té una puntuació del 92% a Rotten Tomatoes, basada en 25 ressenyes.

### Llistes de cap d’any
- 4a – Gene Siskel, The Chicago Tribune[21]
- 4ah – Kenneth Turan, Los Angeles Times[22]
- 4a – Janet Maslin, The New York Times[23]
- 6a – Steve Persall, St. Petersburg Times[24]
- 7a – Scott Schuldt, The Oklahoman[25]
- 9a – Yardena Arar, Los Angeles Daily News[26]
- Top 10 (no graduada) – Howie Movshovitz, The Denver Post[27]
- Menció honorable – Betsy Pickle, Knoxville News-Sentinel[28]
- Menció honorable – David Elliott, The San Diego Union-Tribune[29]
- Menció honorable – Robert Denerstein, Rocky Mountain News[30]

### Reconeixements
| Premi                                       | Data de cerimònia                 | Categoria                       | Receptort(s)                             | Resultat  | Ref(s) |
| ------------------------------------------- | --------------------------------- | ------------------------------- | ---------------------------------------- | --------- | ------ |
| Premis Genie                                | 12 de desembre de 1993            | Millor pel·lícula               | Niv Fichman                              | Guanyador | [ 31 ] |
| Premis Genie                                | 12 de desembre de 1993            | Millor direcció                 | François Girard                          | Guanyador | [ 31 ] |
| Premis Genie                                | 12 de desembre de 1993            | Millor guió                     | Don McKellar and François Girard         | Nominat   | [ 31 ] |
| Premis Genie                                | 12 de desembre de 1993            | Millor actriu secundària        | Kate Hennig                              | Nominat   | [ 31 ] |
| Premis Genie                                | 12 de desembre de 1993            | Millor Fotografia               | Alain Dostie                             | Guanyador | [ 31 ] |
| Premis Genie                                | 12 de desembre de 1993            | Millor Muntatge                 | Gaétan Huot                              | Guanyador | [ 31 ] |
| Premis Independent Spirit                   | 25 de març de 1995                | Millor pel·lícula internacional | François Girard                          | Nominat   | [ 32 ] |
| Prix Italia                                 | 1995                              | Premi especial de ficció        | Thirty Two Short Films About Glenn Gould | Guanyador | [ 33 ] |
| Mostra Internacional de Cinema de São Paulo | 21 d’octubre – 4 de novembre 1993 | Premi del Jurat                 | François Girard                          | Guanyador | [ 34 ] |

## Llegat
Girard i McKellar van emprar uns quants membres de la tripulació de Thirty Two Short Films About Glenn Gould per a la seva següent pel·lícula, The Red Violin (1998). El director de fotografia Alain Dostie, l'editor Gaétan Huot i Feore van ser alguns dels que es van reunir per al projecte.
La sèrie de televisió The Simpsons va retre homenatge a la pel·lícula amb el títol de l'episodi "22 Short Films About Springfield", que es va emetre el 14 d'abril de 1996. The A.V. Club va afirmar que molts espectadors el 1996 haurien entès el títol, assenyalant que la sèrie Animaniacs també va produir un curt de 1996 titulat "Ten Short Films About Wakko Warner"